# Torrione dei Disciplini
Il Torrione dei Disciplini (o di San Matteo) faceva parte un tempo delle mura difensive di Castel Goffredo, in provincia di Mantova. Assieme al Torrione di Sant'Antonio (ricostruito) sono gli unici rimasti dei sette che erano utilizzati a controllo e difesa della città.

## Storia e descrizione

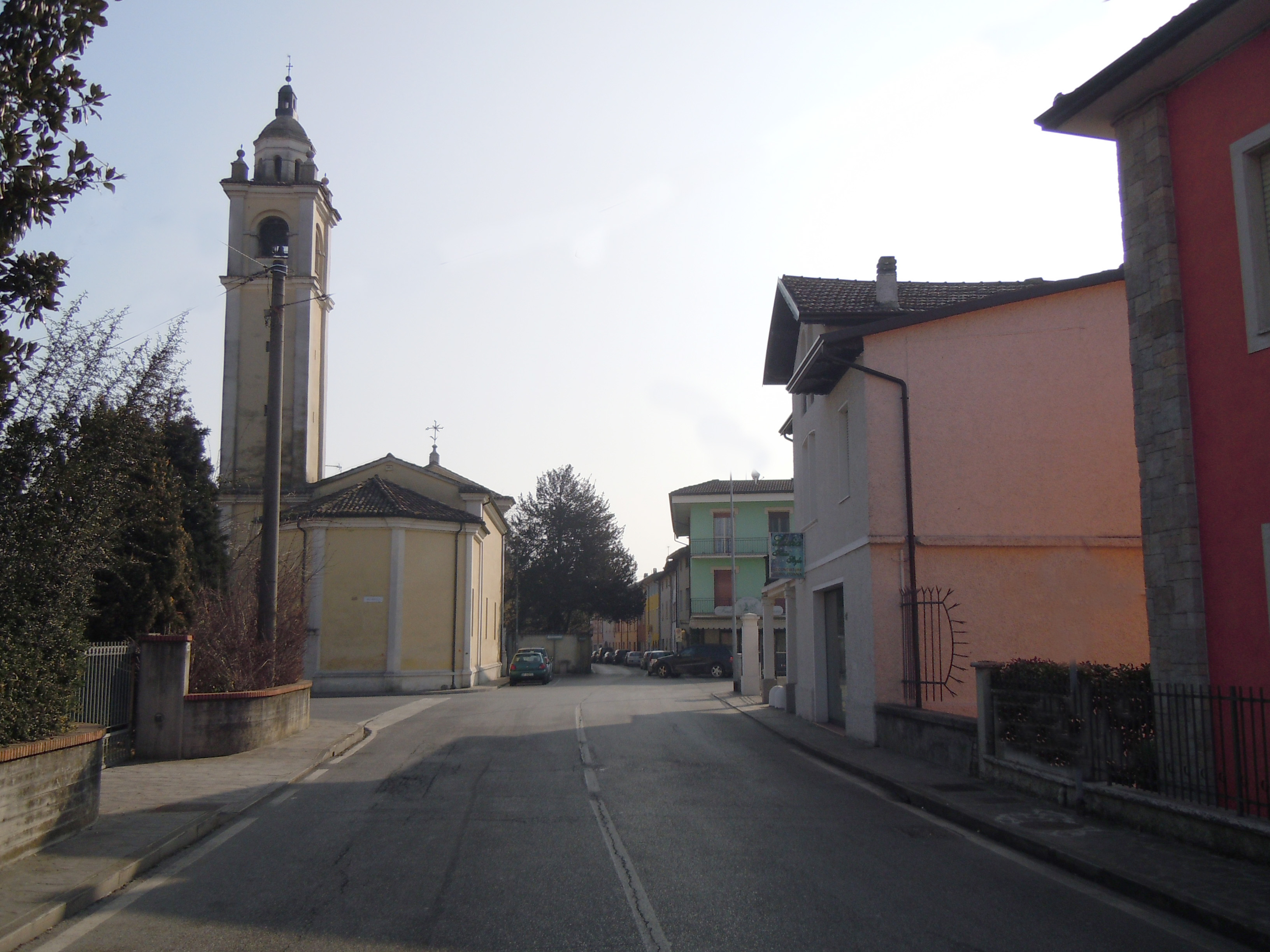
Castel Goffredo, la zona di Via Garibaldi ove era collocato il Torrione dei Disciplini, sulla destra. Sulla sinistra la chiesa dei Disciplini

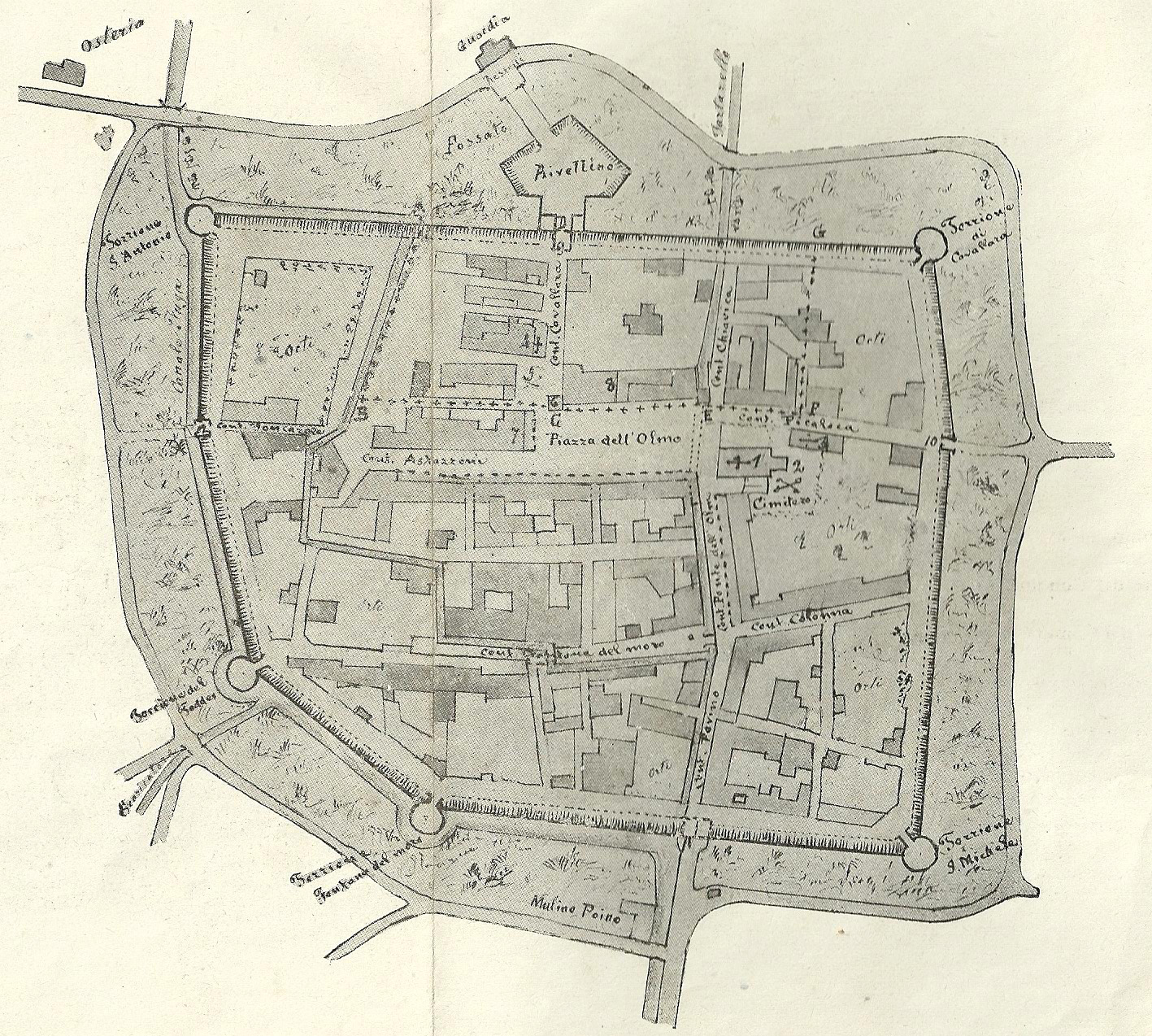
La città fortezza di Castel Goffredo all'inizio del Cinquecento

All'inizio del Quattrocento, sotto il marchesato di Alessandro Gonzaga, il primo nucleo abitato costruito a ridosso di "Castelvecchio" fu circondato da un secondo ordine di mura. Tutto attorno alle mura si estendeva un fossato originato dal corso dei torrenti Fuga e Tartarello.
Nella città fortezza vi erano sette torrioni difensivi ad arco circolare così chiamati:
- Torrione Cavallara, a nord-est
- Torrione di San Giovanni, a est
- Torrione di San Michele, a sud-est
- Torrione Fontana del Moro, a sud
- Torrione dei Disciplini (o di San Matteo), a sud-ovest
- Torrione Poncarali, a ovest
- Torrione di Sant'Antonio, a nord-ovest

Faceva parte delle opere di difesa quattrocentesche anche il rivellino, abbattuto nel 1757.
Nel 1817 prese avvio la demolizione della seconda cinta muraria che progressivamente venne conclusa nel 1920.
Ciò che rimane dell'antico Torrione dei Disciplini, lambito ancora dal torrente Fuga, è oggi rappresentato dal basamento sul quale insiste una costruzione di civile abitazione. È così chiamato per la sua vicinanza alla cinquecentesca chiesa dei Disciplini.

### Altre fonti
- 1999 – Immagina. Castel Goffredo: l'evoluzione di un territorio, CD-ROM, a cura del Comune di Castel Goffredo